# Aspidopterys orbiculata
Aspidopterys orbiculata är en tvåhjärtbladig växtart som först beskrevs av William Roxburgh och Nathaniel Wallich, och fick sitt nu gällande namn av Franz Josef Niedenzu. Aspidopterys orbiculata ingår i släktet Aspidopterys och familjen Malpighiaceae. Inga underarter finns listade i Catalogue of Life.